# Nosivost broda
Nosivost broda označava razliku između vlastite mase broda i deplasmana. Izražava se u tonama i kao takva predstavlja težinu koju brod može nositi (zbroj težine tereta, goriva, pitke vode, vodenog balasta, namirnica, putnika i posade).
Nosivošću (DWT) označava se razlika u tonama između istisnine broda na ljetnoj teretnoj liniji u vodi specifične težine 1,025 i ukupne težine broda, to jest istisnine u tonama broda bez tereta, goriva, maziva, balastne vode, svježe vode i pitke vode u spremnicima, iskoristivih zaliha te putnika, posade i njihove imovine.
U Dodatku IX. Naredbe o izmjeni Naredbe br. 1512 od 8. prosinca 2016. o obavijestima Danske pomorske uprave B o izgradnji i opremi itd. brodova (Provedba izmjena Međunarodne konvencije o sprečavanju onečišćenja s brodova), gdje su podatci koje treba dostaviti bazi podataka IMO-a o potrošnji goriva broda, pod tehničkim svojstvima broda pod "nosivošću u tonama (DWT)", nosivost broda znači razlika u tonama između istisnine broda u vodi relativne gustoće od 1 025 kg/m3 pri ljetnom gazu u utovarenom stanju i u stanju broda bez tereta. Ljetni gaz u utovarenom stanju treba izračunati kao maksimalni ljetni gaz za koji je brod certificiran u knjizi stabilnosti koju je odobrila uprava ili organizacija koju je odobrila uprava.
Razlikuju se dvije vrste nosivosti:
- korisna nosivost - masa robe (tereta) i putnika s njihovom prtljagom tj. ona masa za koju se plaća prijevoz
- ukupna nosivost (eng. Deadweight = mrtva težina) - zbroj korisne nosivosti i mase goriva, hrane, namirnica i posade s njihovom prtljagom